# Cerodontha elevata
Cerodontha elevata este o specie de muște din genul Cerodontha, familia Agromyzidae, descrisă de Spencer în anul 1985.
Este endemică în Kenya. Conform Catalogue of Life specia Cerodontha elevata nu are subspecii cunoscute.